# Stortokyo
Stortokyo er et storbyområde i Kantō-regionen, Japan, som består af det meste af præfekturerne Chiba, Kanagawa, Saitama og Tokyo-præfekturet. På japansk har området flere navne: Hovedstadsregionen (Shuto-ken), En Metropolis (Itto Sanken) og andre.
Et estimat udført af Wendell Cox Consultancy i 2016 havde Tokyo-Yokohama 37.900.000 (2016) . FN estimerede befolningstallet til 35.676.000 i 2007, hvilket gør det til til verdens folkerigeste storbyområde og byområde. Byområdet dækker ca. 13.500 km² og havde en befolkningstæthed på 2.807 personer pr/km² i 2016. Stortokyo dækkker verdens næsstørste byareal, kun New Yorks storbyområde er større og dækker 17.405 km². Titlen som verdens folkerigeste by har Tokyo haft siden 1950'erne, hvor den overgik New York som verdens folkerigeste.
Stortokyo er også det storbyområde i verden der har det største BNP, på ca. 1.900 mia US$ i 2008.

## Definition
Der findes forskellige definitioner af Stortokyo.
| Storbyområdets navn                                            | Detaljer | Befolkningstal                         | Areal (km2) | Befolkningstæthed (Personer/km2) | Kilde                                                         | Dato           | Kort |
| -------------------------------------------------------------- | --- | -------------------------------------- | ----------- | -------------------------------- | ------------------------------------------------------------- | -------------- | ---- |
| Den tidligere Tokyo Bys bygrænse                               | 23 bydistrikter | 8.949.447                              | 621,9       | 14.390                           | Japans Statistik                                              | 2010 opgørelse |      |
| Tokyo Metropolis                                               | Præfektur-niveau (Tokyo-to) eksklusiv Izu/Ogasawara-øerne. | 13.047.446                             | 1808        | 7.216,5                          | Japan Statistik                                               | 2010 Opgørelse |      |
| Tokyos pendlerbælte (東京大都市雇用圏 Koyō-ken)                | Alle kommuner hvor minimum 10 % af befolkningen pendler til en af de 23 bydistrikterne. | 35,3 millioner                         | 10.403,76   | 3.348,2                          | Center for Spatial Information Service på University of Tokyo | 2015           |      |
| One Metropolis, tre præfekturer (一都三県 Itto Sanken)         | Mest benyttede definition. Mangler nogle fjerne forstæder uden for præfekturets grænser, især i præfekturerne Ibaraki og Gunma. Medregner tyndtbefolkede landdistrikter som Nishitama og øer som Minamitorishima, 1850 km væk fra det centrale Tokyo. | 35.623.327                             | 13.555,65   | 2.627,9                          | Japans Statistik                                              | 2010 Opgørelse |      |
| Kantōs primære storbyområde (関東大都市圏 Kantō Dai-toshi-ken) | En af Japans Statistiks to opgørelsesmetoder Består af alle kommuner, min. 1,5% af befolkningen over 15 år pendler til bestemte områder så som Yokohama, Kawasaki, Sagamihara, Chibaa, Saitama eller de 23 bydistrikter. Ekskluderer tilstødende storbyområder som Gunma, Ibaraki og Utsunomiya (ja:宇都宮都市圏) som er urbaniserede, men hvor der er mindre byer mellem dem og Tokyo. | 35.682.460                             |             |                                  | Japans Statistik                                              | 2005           |      |
| Tokyos primære storbyområde (東京大都市圏 Tōkyō Dai-toshi-ken) | En række kommuner der er helt eller primært inden for en 50-70 kilometers afstand af Tokyo Metropolitan Regeringsbygning i Shinjuku. Forstæder udvides ofte i fingerlignende bebyggelser langs de betydelige jernbaneruter, med en høj befolkningstæthed nær stationerne, ikke på ensartet vis, hvilket giver unøjagtigheder.                                                           | 31.505.458 (50 km), 35.097.758 (70 km) | -           | -                                | Japans Statistik                                              | 2005           |      |
| Kantō-regionen                                                 | En bred regional definition med mange landdistrikter. | 42.607.376                             | 32.423,9    | 1.314,1                          | Japans Statistik                                              | 2010 Opgørelse |      |
| Tokyos Hovedstadsregion                                        | Ifølge den nationale hovedstads regionalplanlægningsafdeling Inkludere mange landdistrikter Hoedsageligt Kantō plus Yamanashi | 43.470.148                             | 36.889,28   | 1.178,4                          | Japans Statistik                                              | 2010 Opgørelse |      |

- Det er værd at bemærke at Tokyo som metropolis inkluderer omkring 394 km2 øer (Izu-øerne og Ogasawara-øerne), såvel som bjergområder mod vest, som ikke er en del af Stortokyo, men som en sammenligning har et meget lille befolkningstal.

## Byer

### Byer i Tokyos storbyområde
Tokyo er klassificeret som en "metropolis" og administreres som 47 præfekturer i Japan, ikke som en enkelt by.

#### Østtokyo
Det centrale Tokyo findes i den østlige del af Tokyo og var engang kendt som Tokyo By, i dag er det inddelt i Tokyos specielle bydistrikter. 

#### Vesttokyo
Vesttokyo, kendt som (Tama-chiiki 多摩地域) består af en række kommuner og forstadsbyer:
| - Akiruno - Akishima - Choufu - Fuchuu - Fussa - Hachiouji - Hamura - Higashikurume - Higashimurayama | - Higashiyamato - Hino - Inagi - Kiyose - Kodaira - Koganei - Kokubunji - Komae - Kunitachi | - Machida - Mitaka - Musashimurayama - Musashino - Nishitoukyou - Oome - Tachikawa - Tama |

### Byer udenfor Tokyo Metropolis
Kernebyerne i Tokyos storbyområde udenfor Tokyo Metropolis er:
- Chiba (940.000)
- Kawasaki (1,36 millioner)
- Saitama (1,19 millioner)
- Yokohama (3,62 millioner)

De øvrige byer i præfekturerne Chiba, Kanagawa og Saitama er:
| - Abiko - Ageo - Asahi - Asaka - Atsugi - Ayase - Chichibu - Chigasaki - Choushi - Ebina - Fujimi - Fujimino - Fujisawa (400.000) - Fukaya - Funabashi (580.000) - Futtsu - Gyōda - Hadano - Hannou - Hanyuu - Hasuda - Hidaka - Higashimatsuyama - Hiratsuka - Honjou - Ichihara - Ichikawa (470.000) - Inzai - Iruma | - Isehara - Kamagaya - Kamakura - Kamogawa - Kashiwa (380.000) - Kasukabe - Katsuura - Kawagoe (330.000) - Kawaguchi (500.000) - Kazo - Kimitsu - Kisarazu - Kitamoto - Koshigaya (318.000) - Kōóunosu - Kuki - Kumagaya - Matsudo (480.000) - Minamiashigara - Misato - Miura - Mobara - Nagareyama - Narashino - Narita - Niiza - Noda - Odawara - Okegawa | - Sagamihara (710.000) - Sakado - Sakura - Satte - Sawara - Sayama - Shiki - Shiroi - Sodegaura - Souka - Tateyama - Toda - Tougane - Tokorozawa (338.000) - Tomisato - Tsurugashima - Urayasu - Wakou - Warabi - Yachimata - Yachiyo - Yamato - Yashio - Youkaichiba - Yokosuka (420.000) - Yoshikawa - Yotsukaidō - Zama - Zushi |

Kilde: stat.go.jp census 2005

### Øvrige byer
I definitionen for betydende storbyområde som benyttes af Japans Statistik, i de følgende byer i præfekturerne Ibaraki, Tochigi, Gunma, Yamanashi og Shizuoka også inkluderet:

#### Gunma-præfekturet
- Tatebayashi

#### Ibaraki-præfekturet
| - Inashiki - Ishioka - Jōsō - Kasumigaura | - Koga - Moriya - Ryuugasaki - Toride | - Tsuchiura - Tsukuba - Ushiku |

#### Shizuoka-præfekturet
- Atami

#### Tochigi-præfekturet
- Oyama

#### Yamanashi-præfekturet
- Ootsuki
- Uenohara

'